# 下波特雷里略斯
下波特雷里略斯（西班牙語：Potrerillos Abajo），是巴拿馬的城鎮，位於該國西部，由奇里基省的多萊加區負責管轄，面積33.8平方公里，海拔高度664米，2010年人口1,815，人口密度每平方公里53.7人。